# こちら葛飾区亀有公園前派出所 THE MOVIE
『こちら葛飾区亀有公園前派出所 THE MOVIE』（こちらかつしかくかめありこうえんまえはしゅつじょ ザ ムービー）は、1999年12月23日に東宝洋画系で公開された日本のアニメ映画である。テレビアニメ『こちら葛飾区亀有公園前派出所』の劇場アニメーション映画版第1作目である。エンディング曲は吉田拓郎の「気持ちだよ」。
2001年4月1日（日曜日）19:00 - 20:54（JST）には、フジテレビ系列でテレビ地上波初放送された。

## あらすじ
ある日、銀行強盗の対処訓練の犯人役に選ばれた両津勘吉と寺井洋一。リアリティを追求する両津は銀行員たちに通報の隙も与えず、本物の札束をかばんに詰めて逃走するが、その最中に本物の銀行強盗事件に遭遇。制圧したが、強盗が使おうとしていた時限爆弾のコードが身体に絡みつき、通りかかった都営バスをバスジャックして街を暴走するがバスは横転。なんとか河川敷まで逃げるものの、危うくそこで爆死しそうになる。しかし、間一髪のところでFBIから派遣された爆発物の専門家、星野リサに窮地を救われる。一方両津は「バスが出した損害が爆弾による損害より大きい」という理由で大原部長に叱られる。大原から逃げるために久々に上野の不忍池を訪れた両津は、弁天堂の後ろに聳え立つ、スフィンクスを模した悪趣味な高層ホテルに腹を立て、石を投げつけた途端にホテルが突然倒壊。当初は両津の仕業かと思われたが、屯田署長によればホテルは爆破ではなく少量の火薬を用い、周囲に被害を出さないように解体されていることが明らかになる。
程なくして「弁天小僧」と名乗る爆弾魔が品田虎三（以下：シナトラ）が経営する悪徳企業「シナトラ商会」の関連施設に爆破予告を出す。リサは弁天小僧による連続爆破事件を受け、アメリカから爆発物処理の専門家として呼ばれていたのだった。そして予告通りシナトラ商会の施設「シナトラムーンライトビル」で爆弾が見つかり、コンビを組まされた両津とリサは最新の爆発物処理ロボットのダンディと共に爆弾解体に挑むも、ふたりの息はまったく合わず、爆破されてしまう。跡地の捜査でシナトラの脱税が暴かれるが、当のシナトラはその影響力を駆使して一億円の保釈金を払い、釈放されてしまう。失敗の責任を取らされた両津は、腹いせにダンディへ落書きをして謹慎処分を受け、徳川埋蔵金の存在を知るや部屋の下へ穴を掘りはじめる。
そんな中、弁天小僧から二度目の予告が舞い込み、今度は下町に立つ「シナトラオーシャンビル」が爆破の標的にされる。建物内に少女が取り残されていることを知ったリサは動揺しながら建物内に入り、ダウジングの結果オーシャンビルへたどり着いた両津と合流、少女を救出する。時限爆弾はリサの手であっけなく停止したが、救出の過程で配管を壊したためにビルは崩落し、そこで秘密裏に産業廃棄物の処理が行われていたことが露見した。
その後、リサが実は日本の下町生まれであること、シナトラとの間に因縁があることを知った秋本麗子と両津は、弁天小僧の正体に気付き始める。実は「弁天小僧」の正体はリサであり、借金を理由に両親を死に追いやったシナトラ商会に復讐を果たそうとしていたのであった。
その一方、「弁天小僧」の人気に便乗して利益を貪ろうと企むシナトラは、自身の計画するテーマパークのシンボルロケットに爆弾を仕掛け、自作自演の爆破事件を起こすことで多額の保険金を手に入れようとする。だが、旧ソ連払い下げのミサイルをそのまま使ったシンボルロケットには10キログラムと勘違いした2000ポンド（1トン）の爆薬がセットされており、爆発すればロケットどころか葛飾区全域が壊滅しかねないことが発覚する。警察は葛飾区から全住民を避難させ、区域を封鎖する大騒動に発展してしまう。
両津、リサ、ダンディの3人は爆弾処理のために地下から作業用車両でロケットに近づき、作業を始めるが、手抜き工事のためにロケットが落下し、両津を庇ったダンディが機能停止。爆弾を処理する手段を失ってしまうが、機転を利かせた両津の行動により、ぎりぎりの所でコードを切断してタイマーを解除した。
本部では大喝采が上がるも、落下の衝撃でロケットエンジンが点火、ミサイルは作業用車両に乗ったまま両津共々地下鉄内部を暴走しはじめてしまう。ミサイルには依然として1トンの爆薬が入っており、もしこのまま都心部に侵入して爆発したら被害は計り知れない。大原たちが地下鉄の運行指令センターで暴走を見守る中、警視庁は被害を最小限に留めるため、既に住民の避難が完了している葛飾区内でミサイルをわざと爆破するという決定を下した。両津も一緒に爆破されることに激怒する大原をよそに、特殊工作チームがミサイルの進路上の線路に爆薬をセットした。
両津を見殺しにできない大原は両津にむりやり計画を伝え、それを聞いた両津は怪力でミサイルの進路を変更し、上野駅から地上に出る。摩擦熱によって爆発の危機に瀕した両津は秘策を思いつき、その準備を大原たちに頼む。
その秘策とは、既に無稼働となって久しい勝鬨橋を開き、その跳ね橋をジャンプ台にミサイルを打ち上げて空中で爆発させるというものだった。自家用ジェットで逃れようとしていたシナトラ一味にロケットをぶつけて墜落させ、シナトラはついに逮捕。両津は無事葛飾の町を守った。
死者は出さなかったとはいえ、爆破テロに手を染めてしまったリサは本国へ強制送還されることとなり、中川圭一が用意したハリアー戦闘機で帰国することになる。別れ際、両津はリサに「幸せの神様は泣き虫が嫌いなんだ、だから泣くな」と伝える。それは幼い頃、リサが工事現場でかくれんぼをしていた時に置き去りにされ、危うく穴に落ちて生き埋めになりそうだった時に彼女を助けた少年の言葉と同じだった。
彼女を見送り、日常へ戻るかと思われたが、香港でニュースを見た麻里愛が両津に抱きつき、派出所のドアに両津が頭をぶつけた途端、派出所が地盤沈下で沈んでしまう。実は埋蔵金を探して掘った地下の穴がそのままになっていた。程なく町中で民家や商店が地盤沈下で崩落し、結局両津は大原に怒鳴りつけられるのだった。

## 登場キャラクター

### 主要キャラクター
両津勘吉（りょうつ かんきち）
本作の主人公。破天荒かつトラブルメーカーな巡査長。本作でもたびたびトラブルを起こしては大原に怒られている。しかし、義理人情に厚く、警察官として住民を大切にする面もあり、周囲に良い影響を及ぼすことも多い。終盤ではシナトラの悪事を食い止め、やむなく彼に協力していたリサを諭した。
中川圭一（なかがわ けいいち）
両津の後輩の警察官。実家は世界有数の大企業である御曹司で、自身も系列会社を経営している。
両津が亀有を守るために爆弾付きミサイルを安全な空中で爆発させるという意図に最初に気づいた。
秋本・カトリーヌ・麗子（あきもと・カトリーヌ・れいこ）
両津の同僚の婦人警官。中川と同じく、実家は世界有数の大企業でもある社長令嬢。
弁天小僧の正体に最初に気づいた人物。
大原大次郎（おおはら だいじろう）
両津たちの上司を務める巡査部長。両津にとっては最も頭が上がらない一方で、尊敬する先輩でもある。警察官、ひいては社会人としていい加減過ぎる両津をいつも叱り飛ばしている。しかし、両津を犠牲にする本庁の非情決断に全力で反対したり、爆弾を安全に爆破させるためにシナトラ会の専用機に突っ込んだ両津の殉職を察して誰よりも号泣して泣き崩れるなど、内心では息子のように思っている。
寺井洋一（てらい よういち）
両津の同僚の警官。トンネルを掘った両津のトラブルを終始モグラと言い続けた。
麻里愛（あさと あい） / マリア
両津のことを「両様」と呼び、恋心を寄せている婦人警官。心は女性だが身体は男性である。武道家でもある。父の麻里晩・双子の妹の麻里稟（マリリン）と香港旅行に行っていたが、東京で爆弾を搭載したロケット暴走のニュースで両津のピンチを知ると全速力で香港から東京の亀有公園前派出所まで駆けていき、爆弾事件解決後に両津の無事を喜んだ。
屯田五目須（とんだ ごめす）
葛飾署の署長。
本田速人（ほんだ はやと）
両津の後輩。普段は気弱な性格だが、白バイに乗ると顔つきと性格が豹変する。
ボルボ西郷（ボルボ さいごう）
両津の悪友。銃の扱いはお手のもので、脱走しないよう見張れという大原の指示で両津の部屋に向かう廊下に防衛線を敷くが、見張る向きが逆だった。
左近寺竜之介（さこんじ たつのすけ）
両津の悪友でボルボの相棒。柔道家だが、フィギュアオタク。ボルボと共に大原の指示で防衛線を守るも、両津の脱走を阻止しなくてはならないのに、外からやってくる人物を迎え撃つ。
小野小町（おの こまち）、清正奈緒子（せいしょう なおこ）
交通課勤務の婦人警官。二人揃って両津を毛嫌いしているが、根っから嫌っているわけではない。爆弾付きミサイルに乗って亀有を守ろうとしている両津を応援していた。
絵崎コロ助（えざき コロすけ）
中川の恩師。リオデジャネイロにて法被姿でリオのカーニバルに参加し、阿波踊りを披露していた最中に東京で爆弾を搭載したミサイルに乗っている両津のニュースを見ていた。
爆竜鬼虎（ばくりゅう おにとら）、ジョディー・爆竜・カレン（ジョディー・ばくりゅう・カレン）
ボルボの傭兵時代の上官とその娘。軍のために来ていたニューヨークにて、東京で爆弾を搭載したミサイルに乗っている両津のニュースを見ていた。
花山理香（はなやま りか）、花山小梅（はなやま こうめ）
天国警察下界課に勤める魔法使いの老人とその孫娘。遊びに来ていた渋谷の大画面テレビでミサイルに乗っている両津のニュースを見ていた。

### 本作オリジナルキャラクター
品田虎三（しなだ とらぞう） / シナトラ
56歳。シナトラ商会社長。金のためならどんな手でも使う冷酷無比かつ凶悪な人物。
ホテル・キャバレー経営・貿易・リゾート開発等、幅広い事業で巨万の富を得ている一方、詐欺・横領・文書偽造等の犯罪も行っている。発覚する度に幾度か逮捕されているが、巧妙な手口による証拠の少なさと圧倒的な財力、弁護士であるマー・チンの策略で悉く不起訴になっているため、現在は警察でさえおいそれと手出しできなくなっている。また、犯罪を揉み消す自分の力への自信の現れのために作中でも平然と犯罪行為を行っている。
弁天小僧の手によって脱税や無許可による産業廃棄物撤去等が暴かれる中でそれさえも利用した自作自演による金儲けを企み、開発中の「シナトラワールド」を爆破し、多額の保険金を騙し取ろうとする。だが、マー・チンの手違いで葛飾区が消滅するほどの旧ソ連製2000ポンドミサイルを購入してしまった上にそのミサイルが時限式で爆発すると知り、葛飾から自家用飛行機で脱出を図るも、その道中で両津が乗ったミサイルの特攻で飛行機を撃墜された上、警視庁の留置場に落下、そのまま逮捕された。
マー・チン
シナトラの秘書兼顧問弁護士。
あくどい手段を使ってシナトラを裁判で勝たせるという敏腕弁護士だったが、シナトラワールドのシンボルロケットに爆弾を仕掛ける際に1トン相当の2000ポンドミサイルを10キログラム相当だと思い込んで購入し、仕掛けてしまうという重大な失策を犯す。その後、飛行機を手配してシナトラを脱出させようとしたが、両津の特攻で撃墜され、シナトラ共々逮捕される。
星野リサ
FBIから派遣された爆弾解体のスペシャリスト。
花火職人の娘として浅草の下町で生まれ育ち、よく男の子たち（その時に中学生の両津に会っているが、両津はそのことを詳しく覚えていない）と一緒に遊んでいた。シナトラの金融会社によって多額の借金を抱えてしまった父親が、その返済のため夜も寝ずに働き続けた結果、花火大会の前日に工場で爆破事故を起こし、両親ともに亡くなってしまう。その後アメリカに住む親戚に引き取られたが、本人曰く「幸せとは程遠い」生活を送っていた。
両親の敵を討つために「弁天小僧」と名乗ってシナトラの悪行を暴いていたが、オーシャンビルを爆破しようとした際に明日香を巻き込みそうになったことや両津の説得を受けたことで悔い改め、活動を止める。
シナトラの爆弾事件解決後は書類送検となり、FBIに強制送還された。
ダンディ
FBIとNASAの火星探査チームが共同開発したハイテク爆弾解体ロボット。両津やリサと共に行動する。ハイパーチタニウムで構成された装甲を持ち、両津の怪力にもビクともしない。重量は350kgを誇る。伸縮可能なアームには様々な工具が組み込まれている。自己防衛システムが備わっており、シールドを張ったり、ボールや催涙ガスを発射したりする。
非常に高度なAIを持ち、自己の判断で爆弾の解体が可能。それだけでなく両津との約束を理解したり、落書きされた仕返しに両津の背中に同じ落書きをしたりと人間とのコミュニケーションを完璧にこなす。
シナトラムーンライトビル崩壊後、爆弾解体のミスで怒られた両津がボディへ落書きする。
シナトラたちが仕掛けたミサイルの爆弾を解体する際、両津から「この任務が終わったら、ボディーの落書を綺麗に洗ってやる」と約束されるが、落ちてきたミサイルから両津を助けたことで壊れてしまう。しかし事件解決後、メモリーが無事だったため、ボディが修復され、両津と再会することができた（この時、両津の背中に落書きしている）。リサからは「仲の良い兄弟みたい」と評された。
明日香
オーシャンビルで遊んでいた少女。友達の少年2人とかくれんぼしていた際にパイプの隙間に閉じ込められるが、リサと両津の活躍で無事救出される。
現場監督
中川コンツェルンの社員で地下鉄建設の現場監督。部下の安田と作業中、偶然両津の掘ったトンネルを見つけ、地下鉄の路線計画に変更があったと勘違いし、両津のトンネルを掘削機で追跡した。後に徳川埋蔵金を発見し、部下の安田と共に翌日の新聞の一面に載った。
安田
中川コンツェルンの社員で地下鉄建設の作業員。現場監督の指示で掘削機を操作し、徳川埋蔵金を発見した。
バスの運転手
冒頭の爆弾事件に巻き込まれた被害者。時限爆弾を安全な場所へ捨てようと無理やりバスに乗り込んだ両津にバスを暴走させられる。

## キャスト
- 両津勘吉 - ラサール石井
- 中川圭一 - 宮本充
- 秋本・カトリーヌ・麗子 - 森尾由美
- 大原大次郎 - 佐山陽規
- 寺井洋一 - 林家こぶ平
- 麻里愛 - 麻生かほ里
- 屯田五目須 - 江角英明
- 本田速人 - 家中宏
- ボルボ西郷 - 岸祐二
- 左近寺竜之介 - 岩崎征実
- 小野小町 - 三浦理恵子
- 清正奈緒子 - 三橋加奈子
- 絵崎コロ助 - 松山鷹志
- 麻里晩 - 宮澤正
- 爆竜鬼虎 - 小村哲生
- ジョディー・爆竜・カレン - 斉藤レイ
- ダンディ - 竹本英史
- ご隠居さん - 外波山文明
- キャスター（リオデジャネイロ） - エジソン峰記
- キャスター（ニューヨーク） - グレッグ・アーウィン
- キャスター（香港）[3] - 海藏義一
- アナウンサー - 小島奈津子
- 純平 - 又村奈緒美
- 勝平 - 松浦有希子
- 現場監督 - 木内秀信
- 作業員安田 - 前田剛
- 明日香 - 鈴木裕美子
- 思い出の中学生 - 内藤玲
- レポーター - 竹内順子
- その他 - 天野慶子、小和田貢平、太田美穂、野田守建
- 品田虎三（シナトラ） - 伊東四朗
- マー・チン - 小松政夫
- 星野リサ - ともさかりえ

一瞬だけだが、特殊刑事課、両津家（勘兵衛・銀次・よね・金次郎）、花山理香、花山小梅、星逃田、石頭鉄岩、原作者の秋本治なども登場している（全員声なし）。

## 映像ソフト
本作のDVDは2004年7月14日に発売およびレンタル開始された。

## 関連用語
でんすけ28号
両津が「ロボット相撲大会」の賞金300万円を手に入れるために開発したラジコンロボット。顔がコメディアンの大宮伝助であり、足がキャタピラーになっている。妨害するため、腹にバネ付きのボクシンググローブ、頭にミサイルが備わっている。爆弾解体勝負でダンディと競うが、ダンディに敗北し、100トンの鉄球に押しつぶされた。
ゲームのコントローラーで両津自らが操作し、器用にドライバーも使いこなすが、全て人力でコマンド入力が必要。
ホテルシナトラ
不忍池の弁天島の跡地に建てられたスフィンクス型の巨大ホテル。両津が思い出の場所に建てられたことに腹を立てて小石をぶつけたと同時に崩落したため、当初は大原から両津の仕業かと疑われたが、弁天小僧によって爆破されたものだった。
シナトラムーンライトビル
数百メートルの高さを誇る高層ビル。てっぺんにはスティックのようなものがある。両津たちのミス（実際はリサによって故意に失敗を装われた）で崩壊するが、シナトラの脱税の証拠である金庫が見つかった。
シナトラオーシャンビル
ビルと偽って下町に無許可で建てられた産業廃棄物処理工場。元々は子供たちの遊び場であり、老人ホームが建つ予定だったらしい。リサによって爆弾を止めることに成功したが、両津が明日香を救助する際にパイプを数本外したことで崩壊した（ふたりは両津の掘ったトンネルで脱出した）。その後、跡地付近で高濃度のダイオキシンが検出された。
シナトラワールド
2001年にオープン予定のテーマパーク。鉄骨が簡単に崩れ落ちたり、地面が陥没する等、手抜き工事が行われていた。シナトラたちが逮捕されたため、開発および開園は中止になった模様。
シンボルロケット
マーチンが購入した旧ソ連軍の払下げのR2ミサイル。2000ポンド（約1トン）の爆弾が積まれており、半径数キロ内を吹き飛ばすほどの威力がある。両津たちによって爆弾は解除されたが、ロケットエンジンが動き始める。両津が止めようとするも、地下鉄内を飛び回り、本庁では葛飾区内で両津ともども爆破する計画が立てられるという事態になった。地上に出たあと、両津のアイディアで勝鬨橋を発射台代わりにして空を飛び、逃亡するシナトラの自家用飛行機に衝突・爆発した。

## スタッフ
- 原作 - 秋本治、アトリエびーだま
- 製作 - 宮内正喜、関谷猪三郎
- エグゼクティブプロデューサー - 河村雄太郎、片岡義朗
- プロデューサー - 小牧次郎、清水賢治、松下洋子、杉村重郎、若菜章夫
- 監督 - 高松信司
- 脚本 - 大川俊道
- 絵コンテ - 榎本明広、高本宣弘、佐藤雄三
- 演出 - 菱川直樹
- キャラクターデザイン・総作画監督・原画 - 奈須川充
- 作画監督 - 尼野浩正、時永宣幸
- 美術監督 - 柴田聡
- 撮影監督 - 清水泰宏
- 音楽 - 佐橋俊彦
- 音響監督 - 藤山房伸
- 録音スタジオ - 神南スタジオ、代々木アニメーション学院原宿校
- キャスティング・プロデュース - ネルケプランニング
- SPECIAL THANKS - 金田耕司、小中ももこ、杉山豊
- アニメーション製作 - スタジオぎゃろっぷ
- 制作 - フジテレビ、NAS